# Kraftwerk Puente Nuevo
Das Kohlekraftwerk Puente Nuevo liegt bei Espiel in der Provinz Córdoba am Puente-Nuevo-Stausee. Es besitzt eine installierte Leistung von 324 MW und ist im Besitz von Viesgo (früher E.ON España). Das Kraftwerk wurde am 30. Juni 2020 stillgelegt.
Das Kraftwerk ist mit sechs 132-kV-Leitungen angeschlossen und wird über eine Eisenbahn-Stichstrecke aus Almorchón mit Kohle versorgt.